# Лас-Вегас (Нью-Мексико)
Лас-Вегас (англ. Las Vegas) — місто (англ. city) в США, в окрузі Сан-Мігель штату Нью-Мексико. Населення — 13 166 осіб (2020).

## Географія
Лас-Вегас розташований за координатами 35°36′5″ пн. ш. 105°13′17″ зх. д. / 35.60139° пн. ш. 105.22139° зх. д. (35.601420, -105.221436).  За даними Бюро перепису населення США в 2010 році місто мало площу 19,65 км², з яких 19,65 км² — суходіл та 0,01 км² — водойми.

### Клімат
| Клімат : Лас-Вегас                           | Клімат : Лас-Вегас | Клімат : Лас-Вегас | Клімат : Лас-Вегас | Клімат : Лас-Вегас | Клімат : Лас-Вегас | Клімат : Лас-Вегас | Клімат : Лас-Вегас | Клімат : Лас-Вегас | Клімат : Лас-Вегас | Клімат : Лас-Вегас | Клімат : Лас-Вегас | Клімат : Лас-Вегас | Клімат : Лас-Вегас |
| Показник                                     | Січ.               | Лют.               | Бер.               | Квіт.              | Трав.              | Черв.              | Лип.               | Серп.              | Вер.               | Жовт.              | Лист.              | Груд.              | Рік                |
| Абсолютний максимум, °C                      | 22,2               | 23,3               | 27,2               | 29,4               | 35,0               | 37,2               | 36,7               | 34,4               | 34,4               | 30,0               | 26,7               | 22,8               | 37,2               |
| Середній максимум, °C                        | 7,6                | 9,3                | 12,5               | 17,1               | 21,9               | 27,2               | 28,6               | 27,2               | 24,1               | 19,1               | 12,3               | 8,2                | 17,9               |
| Середній мінімум, °C                         | −7,6               | −6,2               | −3,8               | 0,3                | 5,1                | 9,8                | 12,3               | 11,6               | 8,1                | 2,4                | −3,6               | −6,9               | 1,8                |
| Абсолютний мінімум, °C                       | −32,2              | −30,6              | −26,7              | −18,9              | −8,3               | 0,0                | 2,8                | 3,9                | −5                 | −16,1              | −24,4              | −25,6              | −32,2              |
| Норма опадів, мм                             | 8                  | 9                  | 15                 | 22                 | 40                 | 47                 | 77                 | 87                 | 47                 | 30                 | 15                 | 13                 | 411                |
| -------------------------------------------- | ------------------ | ------------------ | ------------------ | ------------------ | ------------------ | ------------------ | ------------------ | ------------------ | ------------------ | ------------------ | ------------------ | ------------------ | ------------------ |
| Джерело: The Western Regional Climate Center |                    |                    |                    |                    |                    |                    |                    |                    |                    |                    |                    |                    |                    |

## Демографія
Згідно з переписом 2010 року, у місті мешкали 13 753 особи в 5751 домогосподарстві у складі 3200 родин. Густота населення становила 700 осіб/км².  Було 6609 помешкань (336/км²).
Расовий склад населення:
| - 64,9 % — білих - 2,1 % — корінних американців - 1,9 % — чорних або афроамериканців - 0,9 % — азіатів - 0,2 % — вихідців з тихоокеанських островів - 26,3 % — осіб інших рас |

До двох чи більше рас належало 3,7 %. Частка іспаномовних становила 80,5 % від усіх жителів.
За віковим діапазоном населення розподілялося таким чином: 21,5 % — особи молодші 18 років, 63,8 % — особи у віці 18—64 років, 14,7 % — особи у віці 65 років та старші. Медіана віку мешканця становила 37,6 року. На 100 осіб жіночої статі у місті припадало 96,1 чоловіків;  на 100 жінок у віці від 18 років та старших — 93,7 чоловіків також старших 18 років.
Середній дохід на одне домашнє господарство  становив 38 938 доларів США (медіана — 23 904), а середній дохід на одну сім'ю — 50 035 доларів (медіана — 40 233). Медіана доходів становила 36 266 доларів для чоловіків та 27 987 доларів для жінок. За межею бідності перебувало 35,3 % осіб, у тому числі 46,6 % дітей у віці до 18 років та 21,0 % осіб у віці 65 років та старших.
Цивільне працевлаштоване населення становило 4110 осіб. Основні галузі зайнятості: освіта, охорона здоров'я та соціальна допомога — 40,7 %, публічна адміністрація — 16,7 %, роздрібна торгівля — 10,4 %, мистецтво, розваги та відпочинок — 7,3 %.